# Eindhovens Dagblad

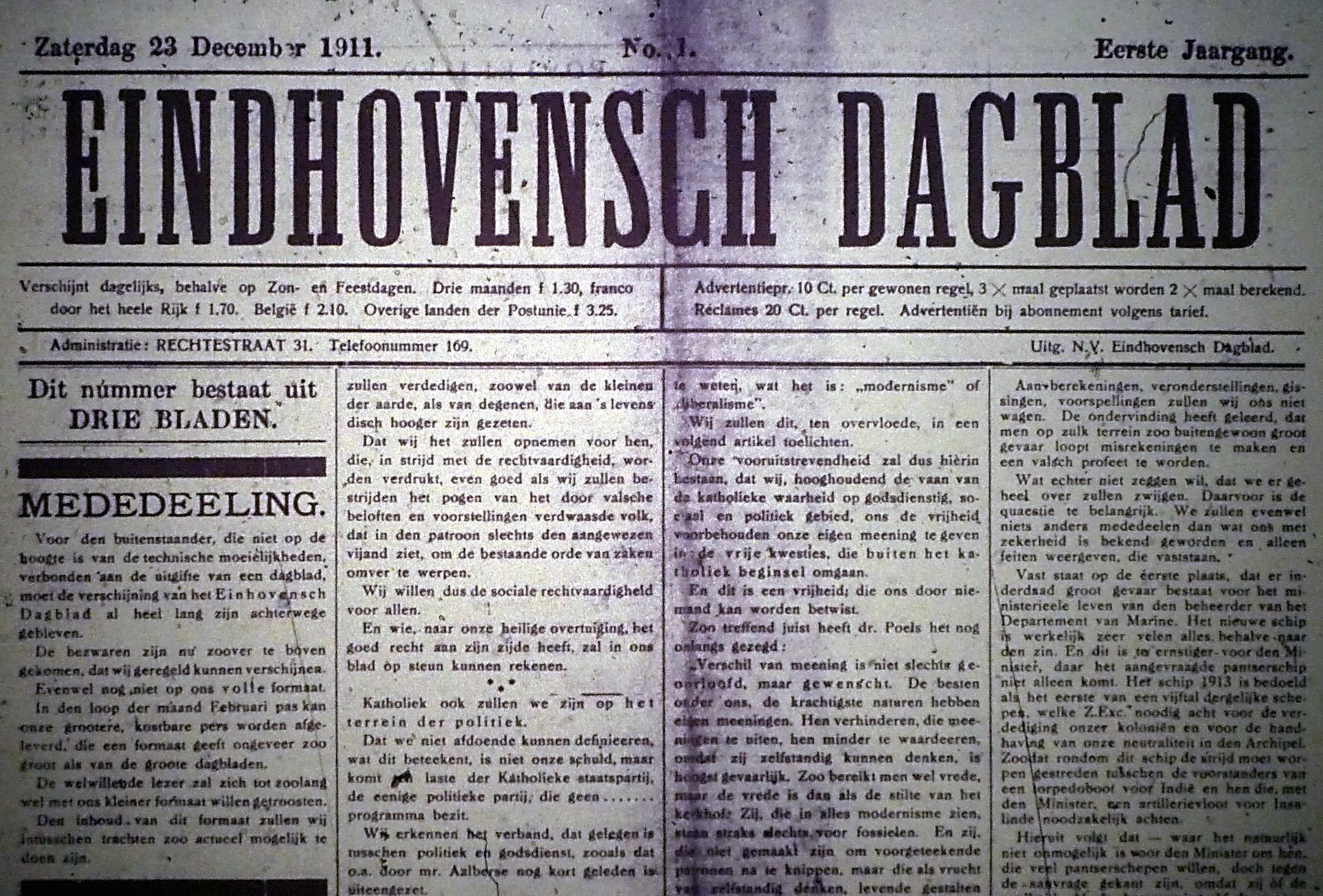
Das erste Eindhovens Dagblad (1911)

Das Eindhovens Dagblad ist eine niederländische Regionalzeitung mit Redaktionssitz in Eindhoven. Die Zeitung erscheint montags bis samstags im Tabloid-Format. Herausgeber der Zeitung ist Wegener, das mit BN/De Stem, Brabants Dagblad, De Gelderlander, Provinciale Zeeuwse Courant, de Stentor und De Twentsche Courant Tubantia weitere Regionalzeitungen herausgibt. Die bezahlte Auflage betrug im ersten Quartal 2008 105.866 Exemplare. Chefredakteur ist Joep van der Hart.

## Geschichte
Die erste Ausgabe des Eindhovens Dagblad erschien 1911. Während der deutschen Besatzung im Zweiten Weltkrieg hatte die Zeitung mit Adriaan Jurriaan Zoetmulder einen Chefredakteur, der sich bereits in den 1930er Jahren dem nationalsozialistischen Gedankengut zugewandt hatte, was sich im ersten Jahr der Besatzung entsprechend auf die Linie der Zeitung niederschlug. Trotzdem wurde 1941 die Ausgabe von den deutschen Behörden verboten. Kurz nach der Befreiung Eindhovens im September 1944 konnte das Eindhovens Dagblad erneut erscheinen.
Im April 1964 ging die katholische Nieuwe Eindhovense krant im Eindhovens Dagblad auf. Im Jahr 2000 verkaufte der Herausgeber der Zeitung VNU das Eindhovens Dagblad und dessen Schwesterzeitungen De Gelderlander, BN/De Stem, De Limburger, Brabants Dagblad für 1,8 Milliarden Gulden an Wegener. Am 3. Oktober 2006 wechselte das Eindhovens Dagblad vom Broadsheet- zum kompakteren Tabloid-Format.